# Wilhelm Christiaan Constant Bleckmann

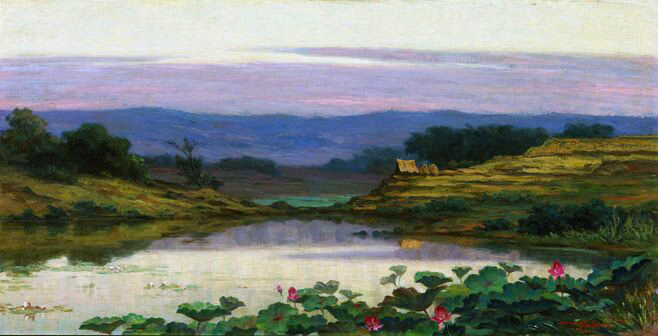
Meer in een Indonesisch landschap (Wilhelm Christiaan Constant Bleckmann)

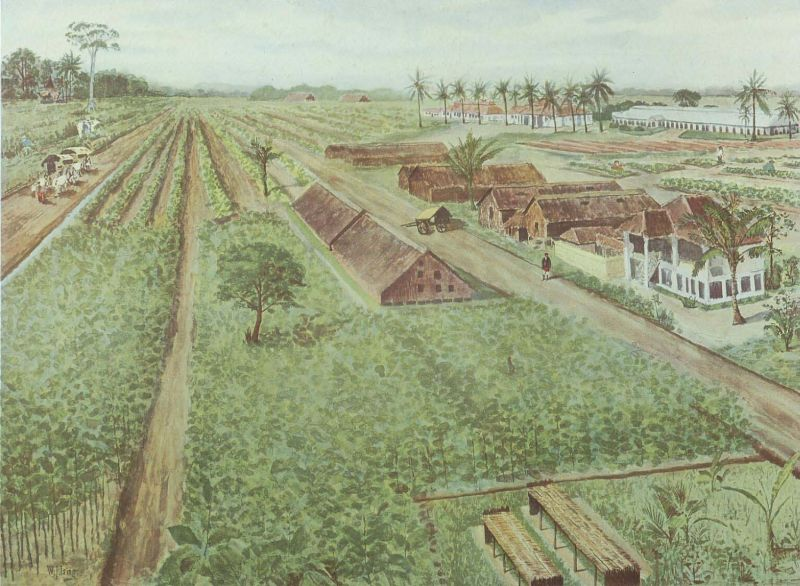
Schoolplaat met tabaksplantage op Sumatra (Kleurenlitho naar een aquarel van W.C. Bleckmann)

Wilhelm Christiaan Constant Bleckmann (Batavia, thans Djakarta Indonesië,  14 februari 1853 - Den Haag, 9 april 1942) was een Nederlands kunstschilder, illustrator en tekenaar.  Hij is de vader van Tjieke Roelofs-Bleckmann die de echtgenote  was van figuur- en interieurschilder Albert Roelofs. Zelf was zij ook schilderes. Haar oeuvre bestaat uit bloemen, stillevens, interieurs en portretten, geschilderd in de stijl van het impressionisme.
Hij werkte in 1877 in Amsterdam , in Batavia van 1880 tot 1893, in Arnhem van 1893 tot 1896, op Java van 1896 tot 1899 en in  Den Haag van 1899 tot 1942. 
Hij genoot een opleiding aan de Rijksakademie van beeldende kunsten in Amsterdam en was daar leerling van August Allebé. Bleckmann werkte in Indië tussen 1870 en 1877 bij het binnenlands bestuur en was vanaf ca. 1880 tot 1889 tekenleraar aan het gymnasium Koning Willem III in Batavia.
Zijn onderwerpen waren portretten, landschappen, bollenvelden, Indonesische landschappen, stillevens, stadsgezichten, Indische landschappen, schoolplaten en dorpsgezichten.

## Bron
- Scheen 1969-1970 & Scheen 1981, p. 46 (als: Bleckmann, Wilhelm Christiaan Constant)